# CEU Business School
Die CEU Business School war eine US-akkreditierte Business School in Budapest, Ungarn. Sie wurde 1988 von einer Gruppe um den ungarisch-amerikanischen Investor und Philanthropen George Soros gegründet und war die erste Institution in Mittelosteuropa deren Managementausbildung zu einem amerikanischen MBA-Grad führte. Die Ausbildung war stark an US-amerikanischen Methoden orientiert; die Unterrichtssprache ist durchweg Englisch. Am 1. August 2017 hat die CEU ein neues Department of Economics and Business durch die Fusion des bestehenden Department of Economics und der CEU Business School geschaffen.

## Geschichte und Lage
Die CEU Business School wurde 1988 als International Management Center (IMC) gegründet. Nachdem sie ihre akademischen Grade eine Zeit lang zusammen mit verschiedenen US-amerikanischen Business Schools vergeben hatte, wurde sie 2002 Teil der ebenfalls in Budapest ansässigen und von Soros gegründeten Central European University (CEU). Bis heute ist Soros der Universität eng verbunden; unter anderem überreicht er jedem Absolventen sein Abschlusszeugnis persönlich. Die Central European University betreibt je einen Campus in Wien und Budapest. Im Rahmen einer Campus-Umgestaltung der Central European University wurde der Budapester Campus auf den innerstädtischen Campus (Nádor utca 9-15) verlegt, in Wien wird die CEU im Jahr 2025 vom derzeitigen Campus (Quellenstrasse 51-55) im 10. Wiener Gemeindebezirk auf die neu zu adaptierenden Gründe am Steinhof im 14. Wiener Gemeindebezirk ziehen. Im Herbst 2010 wurde Mel Horwitch, ehemaliger Programmdirektor an der MIT Sloan School of Management, zum neuen Dekan der CEU Business School ernannt, dem im akademischen Jahr 2015–16 Julius Horvath als letzter Dekan der Business School nachfolgte.

## Lehrangebot
Die CEU Business School bot einen 11-monatigen Vollzeit-MBA, einen berufsbegleitenden Executive MBA an Wochenenden und, zusammen mit 3 weiteren Business Schools, einen renommierten Executive MBA namens International Master’s of Management (IMM) an, dessen Teilnehmer alle mehrere Standorte besuchten und der vom aktuellen Financial Times Ranking (2010) auf Rang 21 aller Executive MBA-Programme weltweit geführt wird.
Aufgrund der Akkreditierung der Central European University durch sowohl die ungarischen Behörden als auch die US-amerikanische Middle States Association of Colleges and Schools sind die Abschlüsse der CEU Business School sowohl in den USA als auch in der EU anerkannt. Das Vollzeit- und das  Executive MBA-Programm sind von der Association of MBAs akkreditiert.
Ein ehemals existierendes Master of Science in IT Management-Programm und zwei Undergraduate-Programme (Bachelor of Science und Dual Degree in International Business mit der Wirtschaftsuniversität Luigi Bocconi in Italien) wurden eingestellt; Der Vollzeit-MBA wurde im akademischen Jahr 2017–18 eingestellt. Ein neu geschaffener, hochmoderner Executive MBA wurde 2020 gestartet.

## Partneruniversitäten
Die CEU Business School bot eine Reihe von Austauschprogrammen und Doppeldiplomprogrammen mit Partnern in Europa, Nordamerika und Asien an, unter anderem mit der Stern School of Business in New York, der Schulich School of Business der York University in Toronto und der CEIBS in Shanghai.
In Deutschland bestanden Austauschprogramme mit der WHU – Otto Beisheim School of Management, der EBS Universität für Wirtschaft und Recht, sowie der TU Bergakademie Freiberg, mit letzterer auch ein Doppeldiplomprogramm.